# ヴィルヘルム・グルーベ
ヴィルヘルム・グルーベ（ドイツ語: Wilhelm Grube、1855年8月17日 - 1908年7月2日）は、ロシア帝国出身のドイツの言語学者、中国学者。中国以外にツングース語族の諸言語の研究でも知られる。

## 経歴
1855年、サンクトペテルブルクに生まれる。サンクトペテルブルク大学でフランツ・アントン・シーフナーにチベット語、ウラル・アルタイ語族の言語を学び、1878年に卒業した。
1878年にドイツに移り、ライプツィヒ大学でゲオルク・フォン・デア・ガーベレンツの下で学んだ。1779年に『性理精義』理気の訳注によって博士の学位を得た。1881年には周敦頤『通書』の翻訳（前半のみ）によって教授資格を得た。
1882年にペテルブルク・アカデミー附属アジア博物館のキュレーターの職を得たが、翌年ベルリン民族学博物館に移った。同時に1884年からベルリン大学の講師、1892年から員外教授をつとめた。1908年にベルリンで没した。

## 主な著書

### 中国関係
グルーベは1897年から翌年にかけて中国を訪れ、中国の民俗を調査することができた。
- “Pekinger Todtengebräuche”. Journal of Peking Oriental Society IV:  79-142. (1898).（北京の葬儀の習慣）
- “Zur Pekinger Volkskunde”. Veröffentlichungen aus dem königlichen Museum für Völkerkunde VII. (1901).（北京の民俗）

中国関係の主著は『中国文学史』である。
- Geschichte der chinesischen Litteratur. Leipzig: C. F. Amelangs Verlag. (1902)（中国文学史）

以下は没後に出版された。
- Religion und Kultus der Chinesen. Leipzig: Rudolf Haupt. (1910)（中国人の宗教と祭礼）
- Die Metamorphosen der Goetter. Leiden: E. J. Brill. (1912)（封神演義の翻訳）
- “Chinesische Schattenspiele”. Abhandlungen der Königlich Bayerischen Akademie der Wissenschaften Philosophisch - philologische und historische Klasse XXVIII Band, 1. Abhandlung (München). (1915).（燕影劇の翻訳）
  - 『燕影劇』兗州府天主教印書局、1915年。（燕影劇原文。燕影劇は宣教師によって収集された中国北方の影絵芝居（皮影戯）の台本）

### ニヴフ語・ツングース諸語
グルーベはレオポルト・フォン・シュレンクのアムール探検報告書の附録としてニヴフ語とナナイ語の辞典を出版した。
- Giljakisches Wörterverzeichnis (Dr. Leop. v. Schrenck's Reisen und Forschungen im Amur-Lande. Anhang zum III. Bande). St. Petersburg. (1892)（ギリヤーク語（ニヴフ語）辞典）
- Goldisch-Deutsches Wörterverzeichnis (Dr. Leop. v. Schrenck's Reisen und Forschungen im Amur-Lande. Anhang zum III. Bande). St. Petersburg. (1900)（ゴルド語（ナナイ語）辞典）

また『華夷訳語』の女真語を研究した。
- Sprache und Schrift der Jučen. Leipzig: Kommissions-Verlag von O. Harrassowitz. (1896)（女真語と女真文字）